# Carmelo Lee
Carmelo Antrone Lee (Atlanta, 7 giugno 1977) è un ex cestista statunitense con cittadinanza portoricana.

## Carriera
Con Porto Rico ha disputato due edizioni dei Campionati mondiali (2006, 2010) e due dei Campionati americani (2007, 2009).

## Palmarès
- BSN Campione del Porto Rico (2009)